# ساختار هیپوکمپ

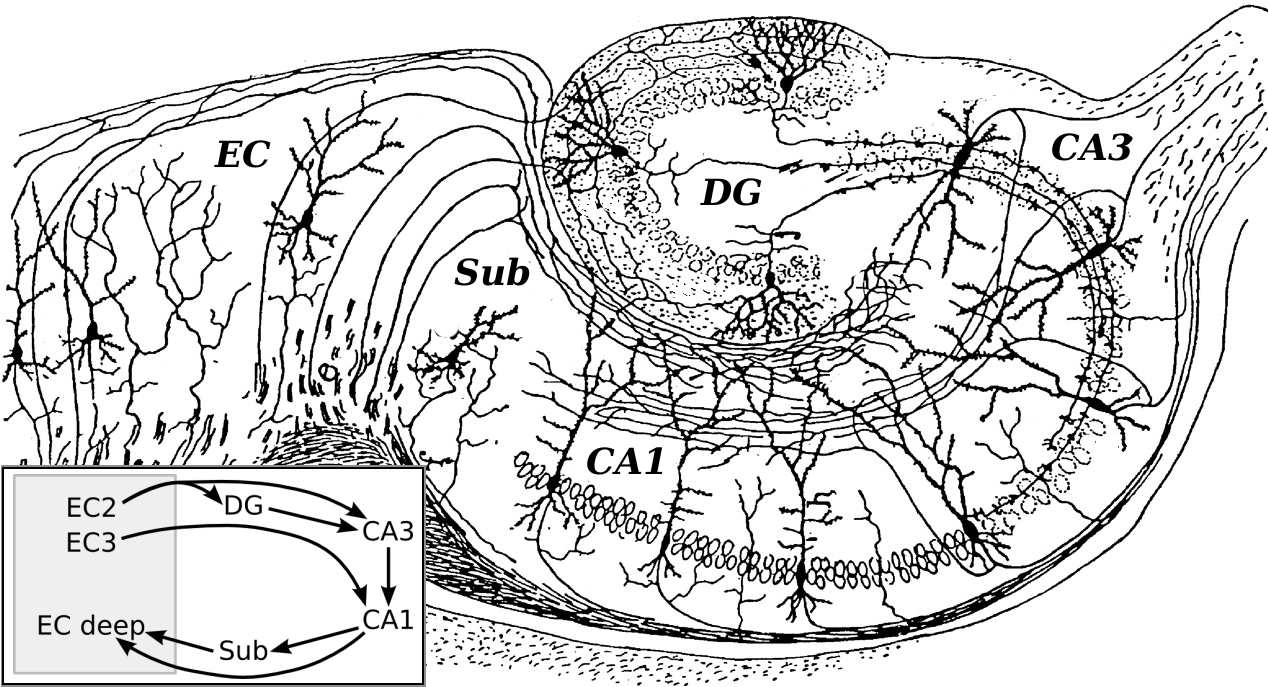
ساختار هیپوکمپ، نقاشی شده توسط سانتیاگو رامون وای کاخال

ساختار هیپوکمپ ساختاری مرکب در لوب آهیانه ای میانی مغز است. در رابطه با مناطقی از مغز که در این ناحیه وجود دارد اتفاق نظری وجود ندارد و در این رابطه برخی از نویسندگان آن را شامل شکنج (dentate)، هیپوکمپ و سابیکولوم می‌دانند و سایرین پری سابیکولوم، پاراسابیکولوم و قشر انتورینال را هم جزو آن می‌دانند. چنین به نظر می‌رسد که ساختار هیپوکمپ در حافظه، جهت‌یابی فضایی و کنترل توجه دارای نقش باشد. ساختار عصبی و مسیرهای درون ساختار هیپوکمپ در تمامی پستانداران بسیار مشابه هستند.

## تاریخچه و عملکرد
در حین قرن ۱۹ و اوایل قرن ۲۰، بر اساس مشاهدات بین گونه‌های مختلف که در آن‌ها اندازه پیاز بویایی بر اساس اندازه شکنج پاراهیپوکمپال تغییر کرده‌است، چنین در نظر گرفته شده که ساختار هیپوکمپ به عنوان بخشی از سیستم بویایی می‌باشد.
در سال ۱۹۳۷ پاپز این تئوری را مطرح کرد که یک مدار که شامل ساختار هیپوکمپ نیز می‌باشد به عنوان مدار عصبی می‌باشد که در رفتارهای احساسی دخیل می‌باشد و کلوور و بوسی گزارش نمودند که در میمونها، برداشتن هیپوکمپ و مجموعه آمیگدالوئید از طریق جراحی اثری جدی بر روی پاسخ‌های عاطفی دارد. در نتیجه این مقالات، ایده اینکه ساختار هیپوکمپ به‌طور کامل در فرایند بویایی دخیل است شروع به عقب نشینی کرد. (امروزه امروزه حمایت اندکی در رابطه با این ایده که ساختار هیپوکمپ به‌طور مستقیم در احساسات دخیل است وجود دارد)

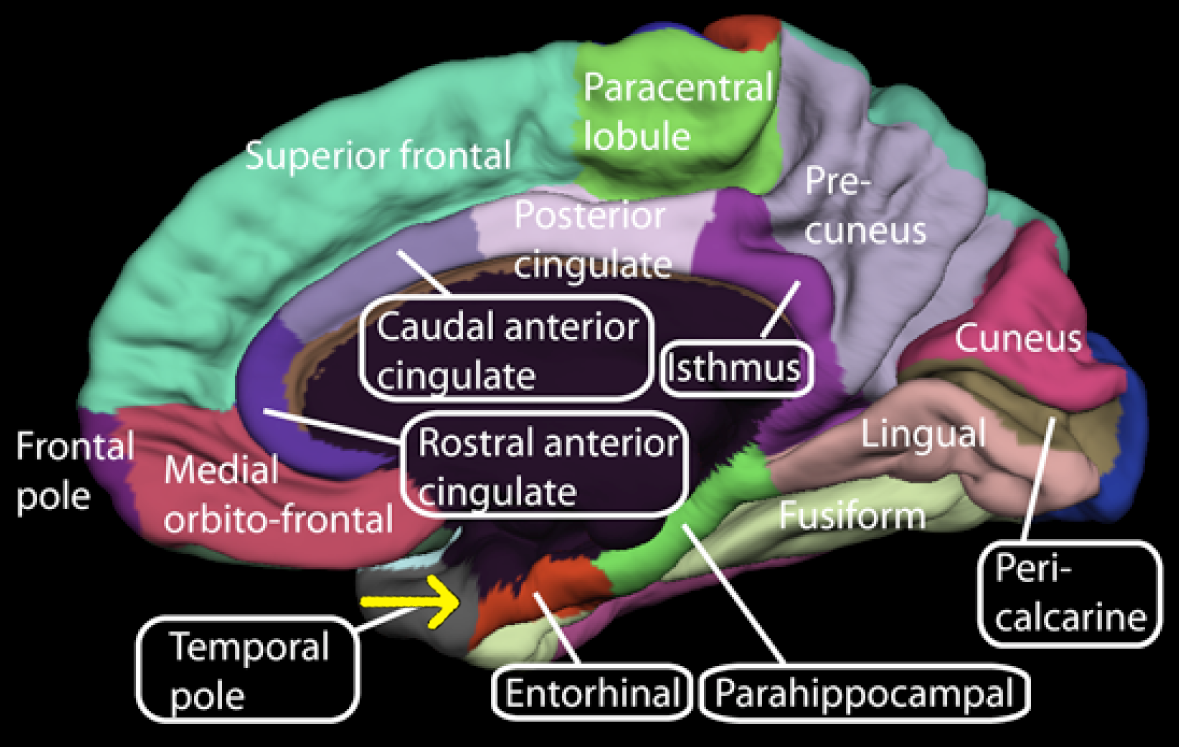
پرونده:Medial_surface_of_cerebral_cortex_-_entorhinal_cortex.pngسطح داخلی سمت راست نیم کره مغز انسان

در مطالعه مروری با اهمیتی در سال ۱۹۴۷، آلف برودال تأکید نمود که به نظر می‌رسد گونه‌های پستانداران می‌توانند علی‌رغم برخورداری از ساختار هیپوکمپ کاملاً دست نخورده حس بویایی نداشته باشند، بدین ترتیب که برداشتن ساختار هیپوکمپ بر روی قابلیت‌های وابسته به بویایی سگ‌ها تأثیری نداشته‌است و هیچ تاری به‌طور واعی اطلاعاتی را از پیاز بویایی به هیچ بخشی از ساختار هیپوکمپ منتقل نمی‌کند. در ادامه مشاهده شد که اطلاعات ورودی بسیاری از پیاز بویایی به قشر انتورینال منتقل می‌شودو ایده حال حاضر آن است که ساختار هیپوکمپ به عنوان بخشی از سیستم بویایی نمی‌باشد.
در سال ۱۹۰۰، نرولوژیست روسی ولادیمیر بخترف دو بیمار را که دچار نقص حافظه جدی بودند را با استفاده از کالبد شکافی توصیف نمود که نهایتاً دریافت که آن‌ها دجار نرمی هیپوکمپ و بافت‌های قشری مجاور آن بودهاند و در سال ۱۹۵۷، اسکوویل و میلنر پس از برداشته شدن لوب‌های آهیانه ای میانی در گروهی از بیماران، کاهش در حافظه آنان را گزارش نمودند. ضمن تقدیر از این مشاهدات و تحقیقات آتی بسیاری که در این زمینه انجام شد، اکنون به‌طور وسیع پذیرفته شده‌است که ساختار هیپوکمپ در برخی از جنبه‌های حافظه نقش بازی می‌کند.
شواهد ناشی از EEG از سال ۱۹۳۸ تا کنون، شواهدی ناشی از شبیه‌سازی از دهه ۱۹۵۰، و تکنیک‌های تصویربرداری جدید همگی با هم بخشی از ساختار هیپوکمپ (به‌طور هماهنگ با قشر کمربندی قدامی) را در کنترل توجه پیشنهاد نمودهاند.
در سال ۱۹۷۱، جان اوکافی و دانشجوی او جوناتان داسترووسکی سلول‌های مکانی را کشف نمودند که نرون‌هایی در هیپوکمپ موش هستند که فعالیت آن‌ها مرتبط با موقعیت موش در محیط اطرافش است. صرفنظر از تردید سایر محققان در این رابطه، اوکییف و همکاران اون شامل لین نادل، به ادامه بررسی این سؤال در این راستا پرداختند که نهایتاً منجر به کتاب بسیار اثرگذار آن‌ها در سال ۱۹۷۸ با عنوان «هیپوکمپ به عنوان یک نقشه شناختی» شد. علاوه بر این سلول‌های مکانی، سه گروه دیگر از سلول‌های فضایی دیگر نیز در ساختار هیپوکمپ تعیین شدند. سلول‌های جهت دهی شده به سر، Grid cells و سلول‌های مرزی. همانند تئوری حافظه، در حال حاضر تقریباً وفاق عمومی وجود دارد که ساختار هیپوکمپ نقش مهمی در کدگذاری فضایی دارد اما دربارهٔ جزئیات آن تردیدهای بسیاری وجود دارد.